# 選舉主義
選舉主義（electoralism）是斯坦福大學政治學教授特里·卡爾（Terry Karl）首先使用的一個術語，用來描述從威權統治到民主統治的“中途”過渡。作為占主導地位的政黨制度政治學文獻中的一個主題，選舉主義描述了一種由現任政權發起和管理的強權獨裁統治的過渡。然而，由於現任政權在整個轉型過程中的主導地位，轉型未能達到自由民主的製度品質。. 其他術語，例如引導式轉換或管理式轉換已用於描述此過程。